# ローラ・LC88
ローラ・LC88 (Lola LC88) は、フランスのレーシングチーム、ラルース・カルメルが1988年のF1世界選手権に投入したフォーミュラ1カー。エンジンはフォード・コスワースDFZを搭載した。決勝最高成績は7位。
1989年の開幕戦はランボルギーニエンジンを搭載したLC88Bで出場した。

## 開発
LC88はラルースのためにイギリスのレーシングカービルダーであるローラ・カーズが開発した。開発責任者はラルフ・ベラミーで、クリス・マーフィーが設計した。LC88は前年のLC87の改良型で、ローラのF3000マシンを元に開発された物であった。LC88は前年型に比べてサスペンションが修正されプッシュロッドが取り付けられた。また、ホイールベースは僅かに延長され、ロールバーの基部も変更された。エンジンカバーは前年同様取り付けられず、ほとんどのレースでエンジンは露出したままだった。エンジンは自然吸気のコスワースDFZを搭載し、スイスのハイニ・マーダーがチューンした。トランスミッションはヒューランド製6速を搭載した。
LC88の完成は予定より遅れ開幕ギリギリとなったが、ブラジルGPの前週にパリでマスコミに向け公開された。
ローラは5台のシャシーをシーズン中に製作した。2台は後に625 bhp (466 kW; 634 PS)のランボルギーニV12エンジンに換装され、88年12月にアリオーがシェイクダウンさせた。これらはLC88Bと呼ばれ、1989年の初戦、ブラジルグランプリに投入された。

## レース戦績

### 1988年
1988年はラルースにとって2年目のシーズンであった。前年とは異なり、チームは開幕から2台体制でシーズンに臨んだ。ファーストドライバーのフィリップ・アリオーは全戦出場を果たしたが、セカンドドライバーのヤニック・ダルマスは病気のため終盤2戦を欠場、鈴木亜久里とピエール＝アンリ・ラファネルが代役として出場した。LC88は戦闘力に欠け、ドライバーはポイントを獲得することができなかった。最高成績はダルマスによるモナコGPとアメリカGPでの7位で、アリオーは16戦中8回リタイアした。ダルマスは14戦中4回リタイアし、カナダGPでは予選落ちしている。LC88の低パフォーマンスによって、ベラミーはローラを解雇された。
LC88の良かった点はモノコックの頑強さで、それはフィリップ・アリオーのモナコGP決勝と、メキシコGP予選でのクラッシュで証明された。メキシコの事故では、アリオーはペラルターダ・コーナーに240 km/h (149 mph) で突っ込み、車体はコースを横切ってピットウォールに接触、コースに戻って反転し芝生に着地した。アリオーは無事脱出し、自分の足で歩きピットに戻ることが出来た。しかし2週前に行われたモナコGPでもアリオーが車を壊しておりスペアカーが無かったため、ラルースのメカニックはこの大クラッシュしたモノコックがまだ使えることを確認すると、他のパーツをすべて交換して8時間後にはコースインできる状態に修復した。これには他チームからもラルースのスタッフ陣を讃える拍手が送られたという。このチームの努力によってアリオーは決勝レースに出走できたが、スタート直後に発生したサスペンショントラブルでリタイアした。
LC88は1988年シーズンで戦ったF1マシンの中でもハンドリングに優れたマシンの1つとして認められるが、成功したマシンとは言えない。結局1ポイントも獲得することができなかった。
シーズンで使用されたシャシーは以下の通り：
| グランプリ     | Lola LC88-1          | Lola LC88-2        | Lola LC88-3          | Lola LC88-4          | Lola LC88-5                  |
| -------------- | -------------------- | ------------------ | -------------------- | -------------------- | ---------------------------- |
| ブラジル       | フィリップ・アリオー | ヤニック・ダルマス |                      |                      |                              |
| サンマリノ     | フィリップ・アリオー | ヤニック・ダルマス |                      |                      |                              |
| モナコ         |                      | ヤニック・ダルマス | フィリップ・アリオー |                      |                              |
| メキシコ       | フィリップ・アリオー | ヤニック・ダルマス |                      |                      |                              |
| カナダ         | ヤニック・ダルマス   |                    |                      | フィリップ・アリオー |                              |
| デトロイト     | ヤニック・ダルマス   |                    |                      | フィリップ・アリオー |                              |
| フランス       |                      |                    | ヤニック・ダルマス   | フィリップ・アリオー |                              |
| イギリス       |                      |                    | ヤニック・ダルマス   | フィリップ・アリオー |                              |
| ドイツ         |                      |                    | ヤニック・ダルマス   | フィリップ・アリオー |                              |
| ハンガリー     | ヤニック・ダルマス   |                    |                      | フィリップ・アリオー |                              |
| ベルギー       |                      |                    |                      | フィリップ・アリオー | ヤニック・ダルマス           |
| イタリア       |                      |                    |                      | フィリップ・アリオー | ヤニック・ダルマス           |
| ポルトガル     |                      |                    | ヤニック・ダルマス   | フィリップ・アリオー |                              |
| スペイン       |                      |                    | ヤニック・ダルマス   | フィリップ・アリオー |                              |
| 日本           |                      |                    | フィリップ・アリオー |                      | 鈴木亜久里                   |
| オーストラリア |                      |                    | フィリップ・アリオー |                      | ピエール＝アンリ・ラファネル |

### 1989年
1988年夏にチームのマネージャー、ジェラール・ラルースは'89シーズンに向けてランボルギーニが開発した新しい12気筒エンジンを得るために交渉を行った。'88年最終戦が終了した後、2台のLC88がランボルギーニ製エンジンへと換装され再び組み立てられた。V8エンジンからV12エンジンへの変化は重要であった。LC88のホイールベースも変更された。
ランボルギーニエンジン獲得発表から2ヶ月後の1988年12月12日、ラルース・ローラ・ランボルギーニ最初のテストがミサノ・サーキットで実施された。この時点でトランスミッションはヒューランド製を使用していたが、このギアはV8エンジン用に作られておりV12エンジンに対しては弱すぎることが判明した。翌週12月19日にはディジョン・プレノワでもテストが続行された。V12エンジンのパワーに対応したランボルギーニ製の横置き6速トランスミッションは1989年2月末に行われたポール・リカール・サーキットでのテストで初めて使用された。
LC88B（他のソースではLC88Dと呼ばれた）は、当初レースでの使用を考慮していないテスト用モデルであり、開発過程で多くが変更され、アリオーはその作業を「インストール」と表現した。車体はV12エンジン搭載により長くかさばり重量過多で、慎重な走りに終始していたため、「計量時以外、全く印象を与えていなかった」と言われた。
ランボルギーニV12エンジン用の新型ローラ・LC89の開発は3月までずれ込んだため完成が間に合わず、チームは開幕戦ブラジルGPで2台のLC88Bを実戦で使用することになった。ダルマスは予選を通過できなかったが、アリオーは予選を突破し、決勝レースを12位で完走した。LC88Bの出走はこのグランプリが最後となり、第2戦サンマリノGPからは新車LC89が投入された。

## その後
フォーミュラ・リブレに参戦していたイギリス人ドライバーのロブ・コックスは1988年シーズンの終わりに2台のLC88を購入した。その内1台で彼は1989年のDesign Fireplaces Single-Seater Championshipでタイトルを獲得し、1989年のCastle Combe Formula Libre Championshipに参戦した。もう1台を彼はストック・エイトキン・ウォーターマンのマイク・ストックに売却した。
LC88はライデンヒル・レース・サーキットのラップレコードを保持している。
シャシーナンバー3は2011年5月にリンカンシャーのブライトン・パーク・ドライビングセンターの落成記念でデモ走行した。
LC88Cの1台はフランス、イル＝エ＝ヴィレーヌ県ロエアックのマノワール・ドゥ・ロトモビルに展示されている。

## F1における全成績
(key) （太字はポールポジション）
| 年     | シャシー | エンジン                   | タイヤ | ドライバー                   | 1   | 2   | 3   | 4   | 5   | 6   | 7   | 8   | 9   | 10  | 11  | 12  | 13  | 14  | 15  | 16  | ポイント | 順位 |
| ------ | -------- | -------------------------- | ------ | ---------------------------- | --- | --- | --- | --- | --- | --- | --- | --- | --- | --- | --- | --- | --- | --- | --- | --- | -------- | ---- |
| 1988年 | LC88     | フォード コスワース DFZ V8 | G      |                              | BRA | SMR | MON | MEX | CAN | DET | FRA | GBR | GER | HUN | BEL | ITA | POR | ESP | JPN | AUS | 0        | NC   |
| 1988年 | LC88     | フォード コスワース DFZ V8 | G      | ヤニック・ダルマス           | Ret | 12  | 7   | 9   | DNQ | 7   | 13  | 13  | 19  | 9   | Ret | Ret | Ret | 11  |     |     | 0        | NC   |
| 1988年 | LC88     | フォード コスワース DFZ V8 | G      | 鈴木亜久里                   |     |     |     |     |     |     |     |     |     |     |     |     |     |     | 16  |     | 0        | NC   |
| 1988年 | LC88     | フォード コスワース DFZ V8 | G      | ピエール＝アンリ・ラファネル |     |     |     |     |     |     |     |     |     |     |     |     |     |     |     | DNQ | 0        | NC   |
| 1988年 | LC88     | フォード コスワース DFZ V8 | G      | フィリップ・アリオー         | Ret | 17  | Ret | Ret | 10  | Ret | Ret | 14  | Ret | 12  | 9   | Ret | Ret | 14  | 9   | 10  | 0        | NC   |
| 1989年 | LC88B    | ランボルギーニ 3512 V12    | G      |                              | BRA | SMR | MON | MEX | USA | CAN | FRA | GBR | GER | HUN | BEL | ITA | POR | ESP | JPN | AUS | 1*       | 15位 |
| 1989年 | LC88B    | ランボルギーニ 3512 V12    | G      | ヤニック・ダルマス           | DNQ |     |     |     |     |     |     |     |     |     |     |     |     |     |     |     | 1*       | 15位 |
| 1989年 | LC88B    | ランボルギーニ 3512 V12    | G      | フィリップ・アリオー         | 12  |     |     |     |     |     |     |     |     |     |     |     |     |     |     |     | 1*       | 15位 |

*LC89でのポイントも含む。

## 参照
1. ↑  Zum Ganzen: Hodges: Rennwagen von A-Z nach 1945, S. 141.
2. ↑  ローラのニューマシンLC88がパリで公開　グランプリ・エクスプレス '88ブラジルGP号 28頁 1988年4月30日発行
3. ↑  Auto Course 1988/89, S. 41.
4. ↑  “Lola Formula one cars chassis number”.   F1carstoday.net. 2011年9月9日閲覧。
5. ↑  LCローラ・ランボルギーニが初の公開テスト　グランプリ・エクスプレス '89NA回帰元年号 31頁 山海堂 1989年2月8日発行
6. ↑  予選LIVE REPORT アリオーの大クラッシュ　グランプリ・エクスプレス '88メキシコGP号 26頁 1988年6月18日発行
7. ↑  from事情通　グランプリ・エクスプレス '88メキシコGP号 8頁 1988年6月18日発行
8. ↑  レースで使用されたシャシーの情報。テストではしばしば他のシャシーが使用されている。Auto Course 1988/89, P38.
9. ↑  Braillon, Thacker: Équipe Larrousse 1989, S. 10 ff.
10. ↑  Motorsport aktuell, Heft 11/1989, S. 7.
11. ↑  In the message list, the vehicle appears LC88B as Larrousse, cf. entry list for the Brazilian Grand Prix in 1989 at the website www.motorsport-total.com (accessed 21 August 2012).
12. ↑  Larrousse used for the car in a business publication the term LC88D, see Braillon, Thacker. Larrousse F1 1989 S 25
13. ↑  Cited by Motorsport aktuell, issue 13/1989, p. 4
14. ↑  Hodges: A-Z of Grand Prix Cars 1906-2001, S. 129.
15. ↑  Der LC89 erlebte seine erste Ausfahrt am 4. April 1989 in LeCastellet.
16. ↑  “History”.   Lola Heritage. 2011年9月9日閲覧。
17. ↑  “BlytonPark's Channel”.   YouTube (2011年3月23日). 2011年9月9日閲覧。
18. ↑  “Le Manoir de l'automobile et des metiers d'antan”.   Manoir-automobile.fr. 2011年9月9日閲覧。